# Regiunea Brașov

Regiunea Braşov în cadrul României

Regiunea Brașov a fost o diviziune administrativ-teritorială situată în centrul Republicii Populare Române (din 1965 Republica Socialistă România), înființată în anul 1960 (când a fost desființată regiunea Stalin) și care a existat până în anul 1968, atunci când regiunile au fost desființate. 

## Istoric
La 6 septembrie 1950, Marea Adunare Națională a votat Legea nr. 5 pentru împărțirea teritoriului Republicii Populare Române în regiuni, orașe, raioane și comune. Astfel, în centrul țării apare regiunea Stalin. În 1960, numele orașului și al regiunii Stalin au fost schimbate înapoi în „Brașov”. Reședința regiunii Brașov a fost stabilită în orașul Brașov.

La 24 decembrie 1960 a fost modificată delimitarea celor 16 regiuni existente, printre care și Brașov. Unele raioane din Regiunea Mureș-Autonomă Maghiară, având populație preponderent românească, trec la regiunea Brașov. Constituția României din 1965 păstrează organizarea administrativ-teritorială existentă, revenirea la împărțirea pe județe efectuându-se abia peste trei ani, prin Legea nr. 55 din 19 decembrie 1968.

## Vecinii regiunii Brașov
Regiunea Brașov se învecina:
- 1960-1968: la est cu regiunile Bacău și Galați, la sud cu regiunile Ploiești și Argeș, la vest cu regiunea Hunedoara, iar la nord cu regiunile Cluj și Mureș-Autonomă Maghiară.

## Raioanele regiunii Brașov
Regiunea Brașov a cuprins următoarele raioane: 
- 1960-1968: Agnita, Făgăraș, Mediaș, Rupea, Sf. Gheorghe, Sibiu, Sighișoara, Tg. Secuiesc, plus orașele de subordonare regională Brașov, Făgăraș, Mediaș, Sibiu și Sighișoara